# Coaticook (ville)
Pour les articles homonymes, voir Coaticook.
Coaticook est une ville canadienne au Québec, chef-lieu de la MRC de Coaticook, dans la région de l'Estrie. 

## Toponymie
« La nouvelle ville de Coaticook a été créée le 30 décembre 1998. Elle est issue du regroupement de la ville de Coaticook ainsi que des municipalités des cantons de Barnston et de Barford ».
Son nom est tiré de l'abénakis Koatikeku, qui signifie « Là où la rivière est bordée de pins blancs ».

## Histoire
L'histoire de la région de Coaticook et des environs commence avec les Abénaquis qui, selon la tradition orale, avaient implanté un certain nombre de leurs villages dans la région. Les Abénaquis utilisaient les forêts et les cours d'eau pour chasser, trapper et se déplacer. Ils se déplaçaient pour se rendre vers leurs terres ancestrales en Nouvelle-Angleterre. La Vallée du haut fleuve Connecticut comprenait plusieurs villages ; Coos (Cowasuk ou Koes) qui fut une mission Jésuite vers 1675, Fort Hill, village protégé avec une palissade situé plus au sud (près de l'actuel Hinsdale (New Hampshire), et plusieurs lieux de campements. Aujourd'hui, la présence des Abénaquis est encore visible dans la région. Les noms de lieux mettent encore plus en évidence les origines abénaquises qui nous ont été léguées et qui, de façon très appropriée, reflètent les particularités du paysage, des rivières, lacs et montagnes si essentiels à ces premiers habitants, tels Memphrémagog, Magog, Massawippi, Missisquoi, Tomifobia, Mégantic, Yamaska, Coaticook, etc.

### Premiers défrichements
Au début du XIXe siècle, Richard Baldwin père partit de Barnston Pinacle à pied et se rendit jusqu'à l'endroit où est actuellement située la ville. Il défricha un coin près du ruisseau à l'endroit où se trouve actuellement la Caisse populaire de Coaticook. Vester Cleaveland vint l'aider, et ils abattirent d'énormes pins en les jetant sur la rivière pour faire un barrage près de l'actuel pont de ciment. Cette année, les deux frères Walter et William Buckland firent une clairière de dix acres en face de la station actuelle du chemin du fer. Deux autres pionniers, Elias Parkhust et un beau-frère des deux Buckland commencèrent un défrichement, plus près de la ligne de Barford. Richard Baldwin et Vester Cleaveland revinrent au printemps de l'année suivante et terminèrent le barrage, et ils construisirent un moulin.
En 1826, un dénommé Cabe Ingraham fit un défrichement à l'endroit où se trouve actuellement la paroisse Saint-Marc. La première école fut construite en 1828. La première institutrice fut Sophia Chesley, épouse de Richard Baldwin fils, à qui revint l'honneur d'être le vrai fondateur de Coaticook. En 1830, Richard Baldwin fils bâtit la première vraie maison avec dépendances. Cette maison fut érigée à l'endroit où s'élève actuellement l'hôtel de ville.
En 1835, les colons de Coaticook firent un mauvais parti aux agents sans scrupule de la British American Land Company :
« Peu à peu, d'autres colons vinrent se joindre à ces premiers venus de sorte qu'en 1835, au moment où la British American Land Co pillait les forêts le long des rivières qui se déchargent dans le Saint-François, les colons de Coaticook étaient assez nombreux pour faire un mauvais parti à ces nouveaux cageux quelque peu parents avec les débardeurs de Londres. Un jour, les hommes de la compagnie allèrent se plaindre aux autorités judiciaires les plus rapprochées. Deux gardiens furent envoyés sur les lieux par la compagnie. Mais les colons de Coaticook les saisirent, les enduisirent d'une espèce de liquide gluant, les recouvrirent de plumes de perdrix et d'autres oiseaux nocturnes et leur signifièrent de retourner à Sherbrooke sans jamais remettre les pieds à Coaticook, ou bien ce serait le plongeon immédiat dans la rivière. Des promesses furent faites sur-le-champ et tenues à jamais. » (Mgr Gravel)
Vers 1840, un des premiers magasins de la ville fut construit par M. Marcus Child. Ce fut en cette circonstance que sur proposition de M. Child, le nom de Coaticook fut donné pour la première fois au bureau de poste, pour s'étendre ensuite à tout l'établissement et à la future ville.
En 1845, M. John Kennedy (à ne pas confondre avec John F. Kennedy, 35e président des États-Unis) construisit sa forge et sa maison sur la rue Principale ouest, à peu près à l'endroit où est actuellement situé le bar Ailleurs. Il fut le premier forgeron de Coaticook.
En 1848, M. Samuel Cleaveland construisit en face du moulin à scie une distillerie pour whisky, qui fut en opération durant cinq années. Des écuries spacieuses logeaient les bêtes à cornes, engraissées avec le résidu du grain distillé.
En 1852, la construction du chemin de fer Saint-Laurent et Atlantique, plus tard renommé le Grand-Tronc, eut lieu Ce chemin de fer, qu'on devait à la ténacité de Richard Baldwin fils, fut sans doute responsable de grands progrès de la ville.
En 1860, M. Lewis Sleeper arriva à Coaticook. Il acheta le pouvoir d'eau (force hydraulique) et les moulins. L'année suivante, il construisit une bâtisse de trois étages. Son frère Wright installa au premier étage plusieurs machines propres à tourner le fer et autres métaux. Un nommé Worthen fabriqua, au deuxième étage, des métiers à tisser différentes étoffes par des combinaisons ingénieuses. M.A.H. Cummings avait sa boutique de portes et châssis (fenêtres) au troisième étage.
1864 fut l'année de l'incorporation du Village de Coaticook. Cette année, un local spacieux, avec deux classes et une pièce réservée aux délibérations du conseil, fut élevé sur le terrain de l'Académie anglaise (située au coin des rues Baldwin et Chesley) pour la somme de 2 500 $ et devient le premier hôtel de ville.

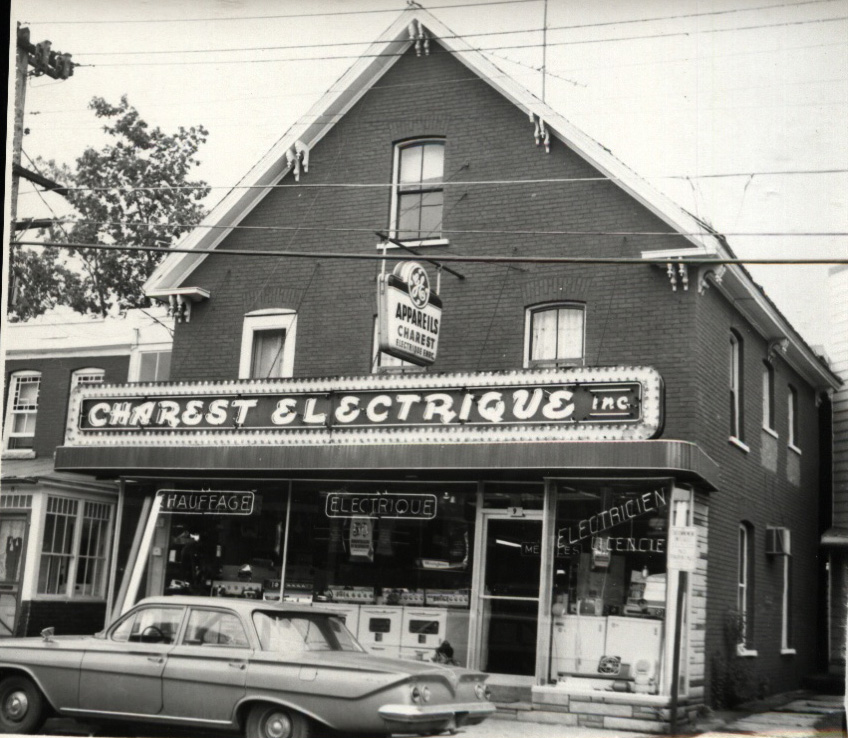
Charest Électrique.
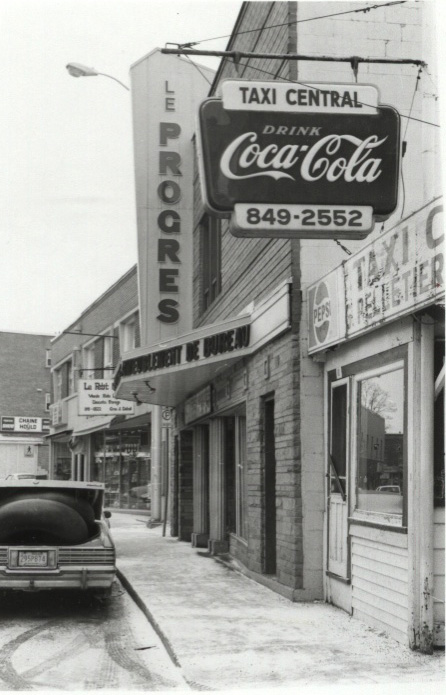
Taxi Central / Le Progrès.
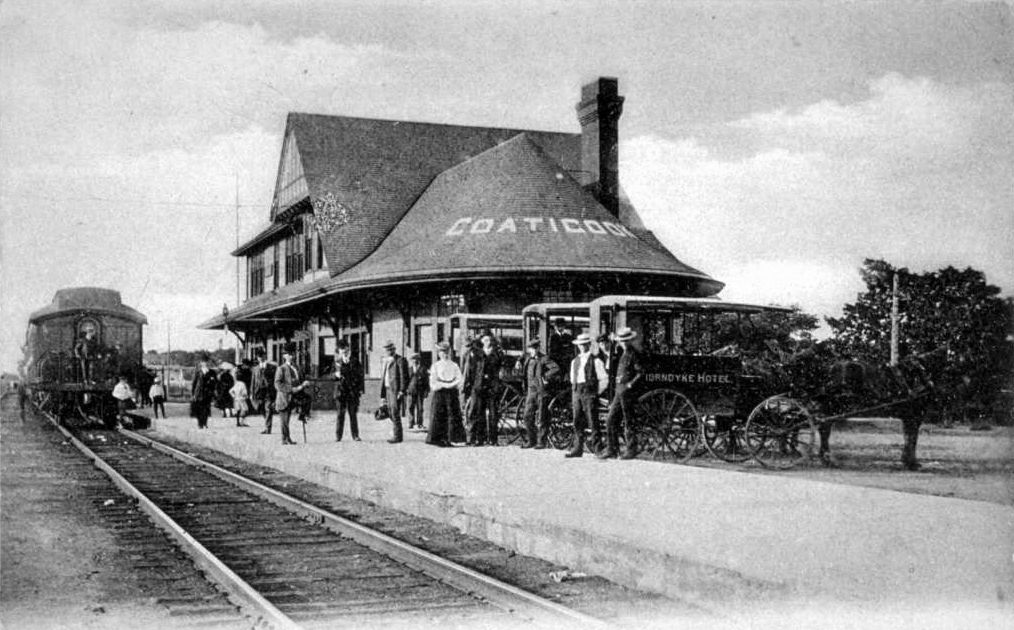
Gare du Grand Tronc.
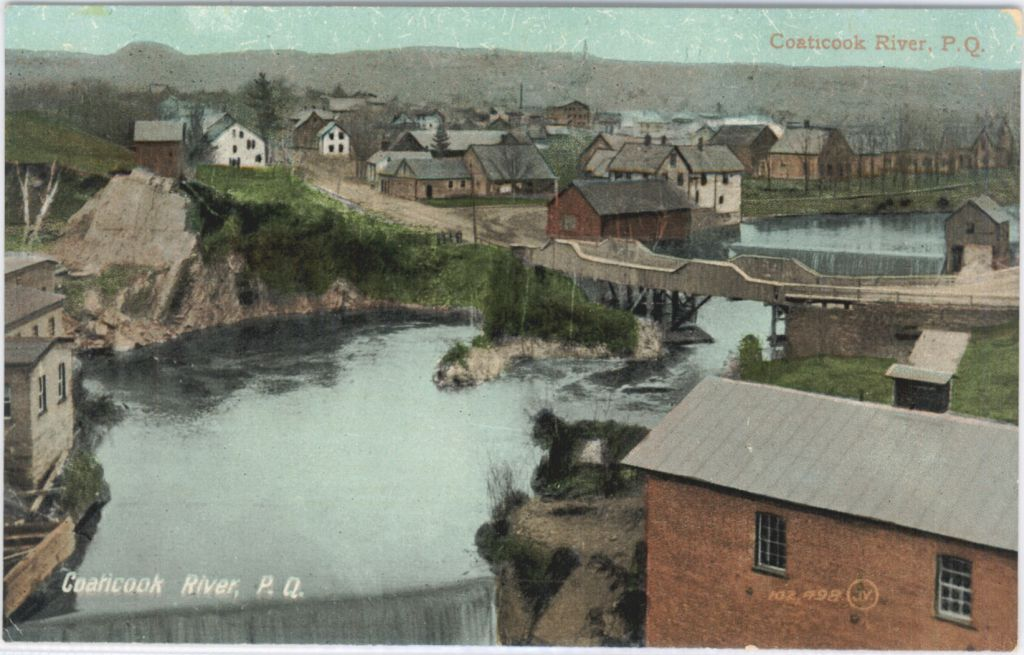
Carte postale avec vue sur la rivière Coaticook.

## Géographie
La ville de Coaticook est traversée par la rivière Coaticook, qui prend sa source dans le Vermont aux États-Unis et rejoint la  Rivière Massawippi près de Lennoxville. La pittoresque région est parsemée de collines et de vallons; les nombreuses fermes et petits villages en font une importante région agricole du Québec. Au sud-est, les Montagnes Blanches s'ajoutent à la variété et la beauté des paysages.
Au début de l‘année 2023, la municipalité comptait 9008 habitants

## Démographie
| 1991  | 1996  | 2001  | 2006  | 2011  | 2016  | 2021  |
| ----- | ----- | ----- | ----- | ----- | ----- | ----- |
| 6 637 | 6 653 | 8 988 | 9 204 | 9 255 | 8 955 | 8 867 |

## Administration
Les élections municipales se font en bloc pour le maire et les six conseillers.
| Coaticook Maires depuis 2001                                                                                         |                    |         |          |
| Élection | Maire              | Qualité | Résultat |
| 2001 | André Langevin     |         | Voir     |
| 2005 | Bertrand Lamoureux |         | Voir     |
| 2009 | Bertrand Lamoureux | Voir    |          |
| 2013 | Bertrand Lamoureux | Voir    |          |
| 2017 | Simon Madore       |         | Voir     |
| 2021 | Simon Madore       | Voir    |          |
| Élection partielle en italique Depuis 2005, les élections sont simultanées dans toutes les municipalités québécoises |                    |         |          |

## Société

### Sports
La ville de Coaticook compte parmi ses équipes sportives, une équipe de baseball évoluant au sein de la ligue de baseball sénior élite du Québec, le Big Bill de Coaticook et plusieurs équipes de hockey faisant partie de la ligue Orford St-François, les Frontaliers de Coaticook.

### Presse locale
Coaticook possède son propre journal hebdomadaire, Le Progrès de Coaticook, qui est distribué à l'intérieur des Publi-sac livrés dans la MRC. Depuis 2011, une nouvelle radio - coopérative de solidarité, CIGNfm est en ondes à partir d'un studio situé sur la rue Main. L'aire de diffusion comprend toute la MRC de Coaticook.

### Communautaire
Le milieu communautaire est très développé et très actif. De nombreux organismes et associations offrent une large gamme de services à la population.
Centre d'action bénévole de la MRC de Coaticook, fondé en 1988, le centre offre plus d'une trentaine de services communautaires. Boutique Mod-Écolo (récupération et vente de vêtements usagés), Cuisines collectives «Aux p'tits oignons» (cuisine en groupe de 3 à 6 personnes), Popote roulante, Service d'accompagnement, Visites amicales, Cliniques d'impôts, Animation en Résidence privée, Service de dépannage alimentaire et de Planification budgétaire, etc. Le Centre compte sur une équipe dynamique de 12 employés et quelque 130 bénévoles dévoués au mieux-être de leur communauté. Le centre est situé au 23 rue Cutting au centre-ville.
Maison de la Famille de la MRC de Coaticook, fondée officiellement en 2011, la Maison de la Famille regroupe l'ensemble des services Famille offerts par le Centre d'action bénévole depuis les années 1990. On y retrouve de nombreux ateliers, formations et activités éducatives axés sur le développement de l'enfant de 0 à 5 ans. Cours prénataux, développement des compétences parentales, éveil à la lecture et à l'écriture, activités physiques et saines habitudes de vie sont autant de notions qui sont abordées avec les parents et les enfants. La Maison de la Famille occupe le 2e étage du Centre d'action bénévole sur la rue Cutting.
L'Éveil, ressource alternative en santé mentale, vise le maintien et la réinsertion dans la communauté des personnes qui ont des difficultés d'ordre émotionnel ou des problèmes liés à la santé mentale. L'Éveil, c’est un milieu de vie à caractère familial, un lieu d’appartenance où l’intervention est vue sous forme de soutien adapté aux besoins de la personne où les intervenants favorisent l'implication active de chacun dans son processus vers un mieux-être.
La MAYZ, la Maison de jeunes de Coaticook a été fondée en 1983 et offre une multitude d'activités et de services aux jeunes de la région à raison de 4 jours/semaine dans leurs locaux de la rue Laurence. Elle compte sur le dynamisme de son équipe de gestion et d'animation pour offrir aux jeunes des locaux accueillant et divertissant.
Corporation de développement communautaire (CDC), est un regroupement d'organismes communautaires, d'associations et d'entreprises d'économie sociale qui favorise la concertation de ses membres et fait de Coaticook un milieu où il fait bon vivre.

## Activités
La municipalité de Coaticook regorge d'activités pour plaire aux goûts de tous, comme le Glo Golf, les randonnées pédestres au Parc de la Gorge de Coaticook, le parcours nocturne illuminé Foresta Lumina et bien plus encore. Foresta Lumina est un parcous de deux kilomètres et est agrémenté d'une trame sonore originale ainsi que de personnages fantaisistes qui animent l'événement.

## Économie touristique
Un Super C a fait son apparition à Coaticook, en 2023. Les premiers clients ont pu y entrer le 16 novembre 2023.

### Attraction touristique temporaire
Afin d'attirer davantage de touristes dans la municipalité, la Ville de Coaticook a décidé d'installer une grande roue illuminée dans son centre-ville pour le temps des fêtes, donc pour une période d'un mois. Celle-ci est ouverte au grand public depuis le 9 décembre 2022 exactement. L'emplacement choisi pour cette structure temporaire est le stationnement du Pavillon des arts et de la culture de Coaticook.

### La laiterie
Fondée en 1940 par Arthur Bédard, Arthur St-Cyr et Henri Gérin, la Laiterie de Coaticook Ltée se spécialisait alors en produits laitiers pasteurisés. À cette époque, on y préparait du lait nature, de la crème ainsi que du lait au chocolat. C'est en 1942 qu'Arthur Bédard achète les actions de ses deux associés et dirige l'entreprise avec ses fils. C'est à ce moment qu'apparaissent la crème glacée à l'ancienne et le fromage cheddar  de la Laiterie de Coaticook, qui font la fierté des Coaticookois.
En 1976, sous la direction des nouveaux propriétaires, Fernand Houle et Émile Provencher, la laiterie cesse la distribution du lait, de la crème et du lait chocolaté pour se concentrer sur la crème glacée et le fromage cheddar. Ces spécialisations ont permis à la laiterie de se tailler une place enviable sur le marché en offrant des produits de qualité.
En 1989, la relève s'installe et fait naître de nouveaux produits appréciés de la clientèle : des bûches à la crème glacée, du lait glacé, du fromage cheddar vieilli ainsi que du fromage de chèvre. Plusieurs nouvelles saveurs sont apparues pendant ces années, entre autres, la crème glacée à la tire d'érable qui a été inventée en collaboration du chef cuisinier Léo D'Amours. En 2004, la laiterie déménage dans un bâtiment trois fois plus grand. Un bar laitier s’annexe à l’usine, où l’on retrouve tous les produits fabriqués par la laiterie.
En 2009, les produits de la laiterie sont vendus au Québec et au Nouveau-Brunswick.

## Culture locale et patrimoine

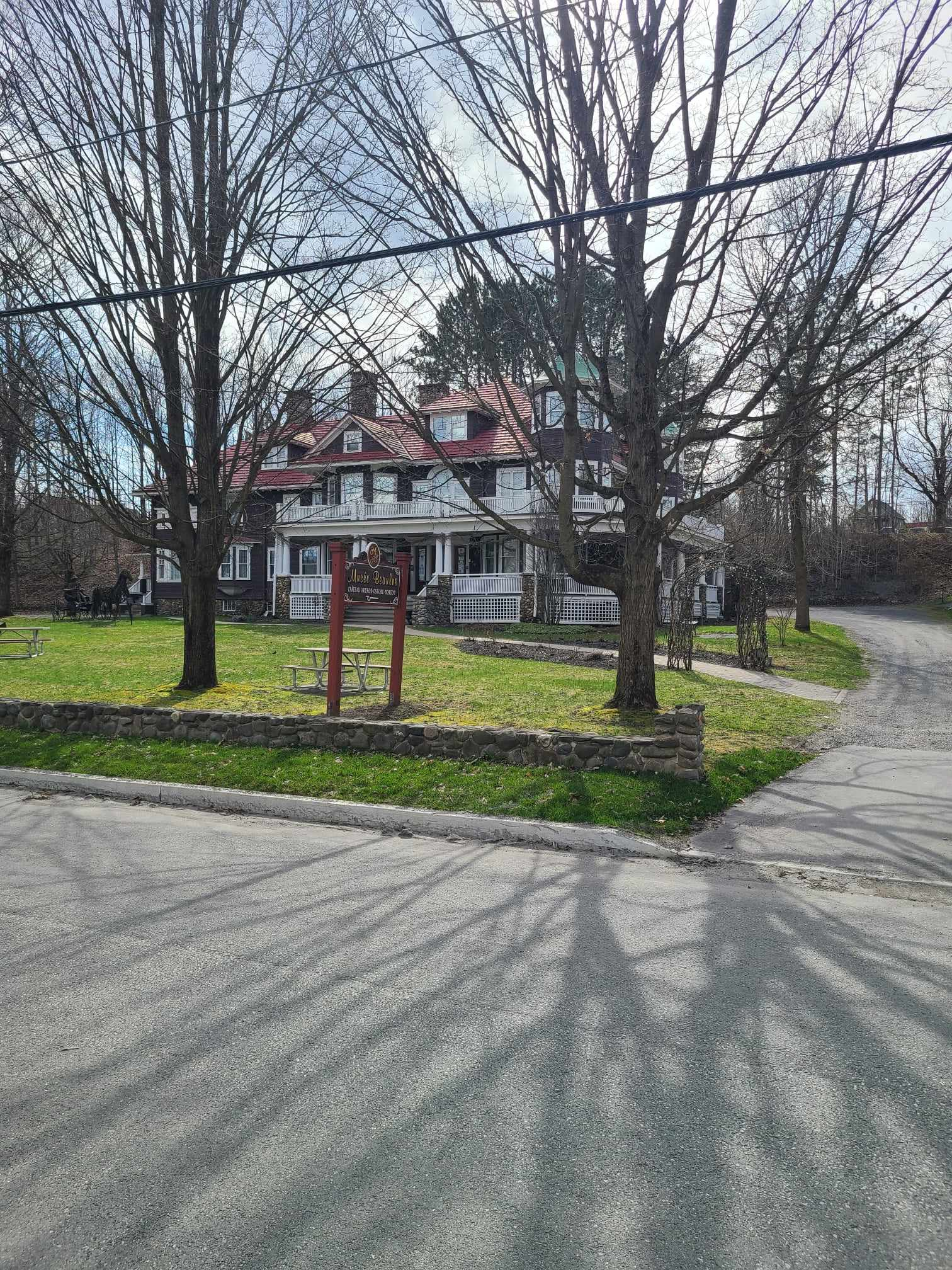
Le Musée Beaulne

### Château Norton/Musée Beaulne
Maintenant connu sous le nom de Musée Beaulne, le Château Norton fut acquis par la municipalité en 1976. Doté d'équipements modernes et avec plus de 914 mètres carrés d'espaces publics, le Musée présente des expositions à caractère national tout comme il aide à la promotion des talents artistiques régionaux.

### Parc de la Gorge et pont pédestre

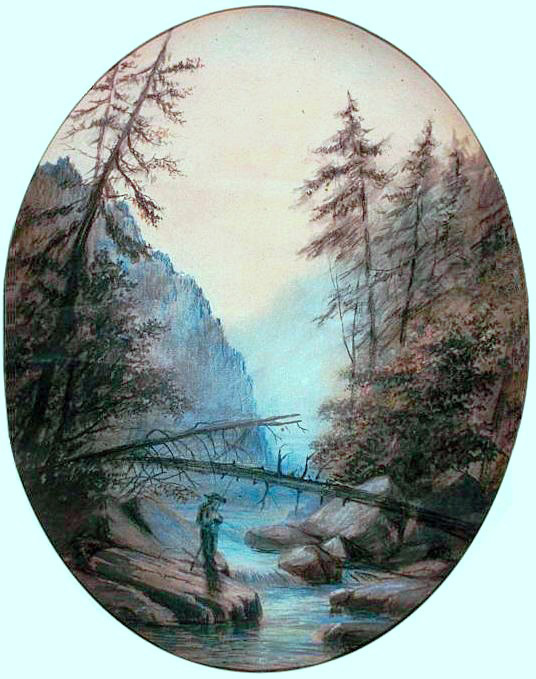
Gorge à Coaticook.

Le principal attrait touristique de Coaticook est le parc de la Gorge de Coaticook. Située au cœur de la ville, la gorge s'est formée par la rivière Coaticook sur une période de plusieurs dizaines de milliers d'années. Il est surplombé par le pont pédestre de Coaticook. Il contient une grange ronde, des arbres multicentenaires et de hautes tours de bois.
Le pont pédestre de Coaticook est le plus long pont suspendu pour piétons au monde durant plusieurs années avant de voir son record « fracassé ». Au même moment, le parc de la gorge s'est modernisé, rénovant presque entièrement ses sentiers et annonçant l'ouverture de nouveaux sentiers nocturnes.
Les 615 acres (250 ha) de terrain du parc permettent de s'adonner à une panoplie d'activités, été comme hiver. Les activités estivales les plus importantes sont la randonnée pédestre et le camping. Un centre équestre s'ajoute aussi à ces dernières. L'hiver, on peut profiter de la glissade sur chambre à air, la raquette et le ski de fond. D'autres activités saisonnières sont aussi offertes chaque année. Au début du XXIe siècle, on y célèbre en juin la Fête nationale du Québec, avec des feux d'artifice, des spectacles musicaux et un feu de joie.
En 2014, Le parc de la Gorge de Coaticook en collaboration avec l’entreprise québécoise Moment Factory élabore le projet Foresta Lumina: un parcours nocturne multimédia de plus de 2,6 km qui se déroule sur 11 zones d’une durée d’environ 3 à 5 minutes chacune.

### La vie culturelle

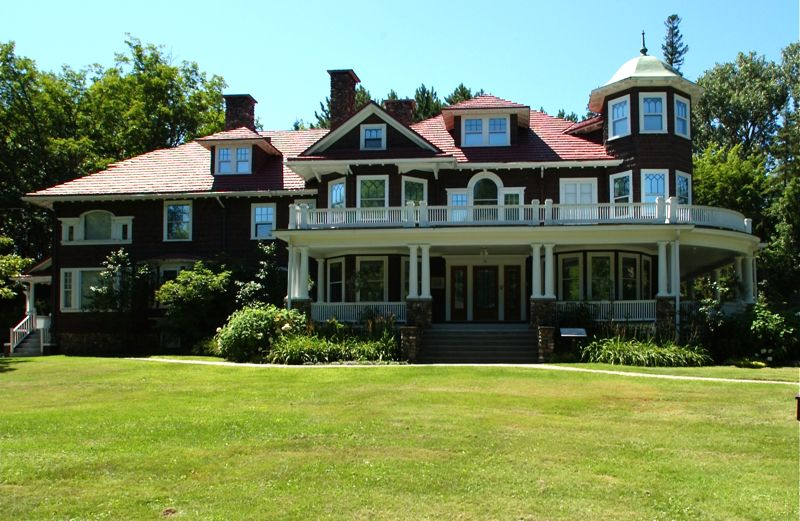
Le musée Beaulne, Coaticook.

La vie culturelle de Coaticook est dynamique et animée, présentant plusieurs lieux de diffusions pour les arts : Pavillon des arts et de la Culture de Coaticook, Bibliothèque Françoise-Maurice, Musée Beaulne, Société d'Histoire de Coaticook, chorale La Clef des Chants, troupe de théâtre Les Scèneux, ainsi que des deux écoles secondaires, le Centre régional d'initiatives et de formation en agriculture (CRIFA), les clubs de lecture et les différents cours, ateliers et nombreuses activités offertes par ces organismes et institutions, la vie culturelle et citoyenne connaît un essor intéressant depuis le début des années 1990.

### Héraldique, logotype et devise

Ancien logo de la Ville.
Logo anniversaire à l'occasion des 150 ans de la ville de Coaticook.
Logo depuis 2013.

### Circuits Découverte
Depuis 2004, la ville de Coaticook a son propre Circuit Découverte, Un pont entre ville et campagne. Mis de l'avant par la Table de concertation culturelle de la MRC de Coaticook, il permet aux visiteurs de découvrir les différents attraits de la municipalité comme le Musée Beaulne et le Parc de la Gorge.

### La Voie des Pionniers

#### 2011
Depuis juin 2011, un arrêt à Coaticook a été intégré au trajet de La Voie des Pionniers. En effet, la Table de concertation culturelle de la MRC de Coaticook, créatrice du projet, a ajouté à son tracé, la silhouette de Walter G. Belknap, grand entrepreneur, la région lui doit plusieurs entreprises et bâtiments importants, comme la pisciculture de Baldwin.
Situé près de la plage municipale de Baldwin , le personnage de M. Belknap raconte son apport à la région, ainsi que les quelques évènements importants de son époque.

#### 2012
En juillet 2012, La Voie des Pionniers se dote de six nouveaux personnages. Parmi eux, deux sont installés à Coaticook. Il s'agit de Nathaniel Jenks, près de l'église baptiste de Barnston et Lauréat Lavoie, devant la grange du Plateau, rue Morgan.
Ils furent choisis pour souligner leur grande implication dans leur communauté,.

#### 2013
En septembre 2013, La Voie des Pionniers se complète avec trois nouvelles stèles. Toutes les trois installées à Coaticook, immortalisent Arthur O. Norton, la Sœur St-Louis de Gonzague et le curé Jean-Baptiste Chartier, ainsi que Jeanne Bachand-Dupuis.
Ils furent respectivement sélectionnés pour leurs implications entrepreneuriales, religieuses et culturelles dans la région,,.

## Galerie de photos

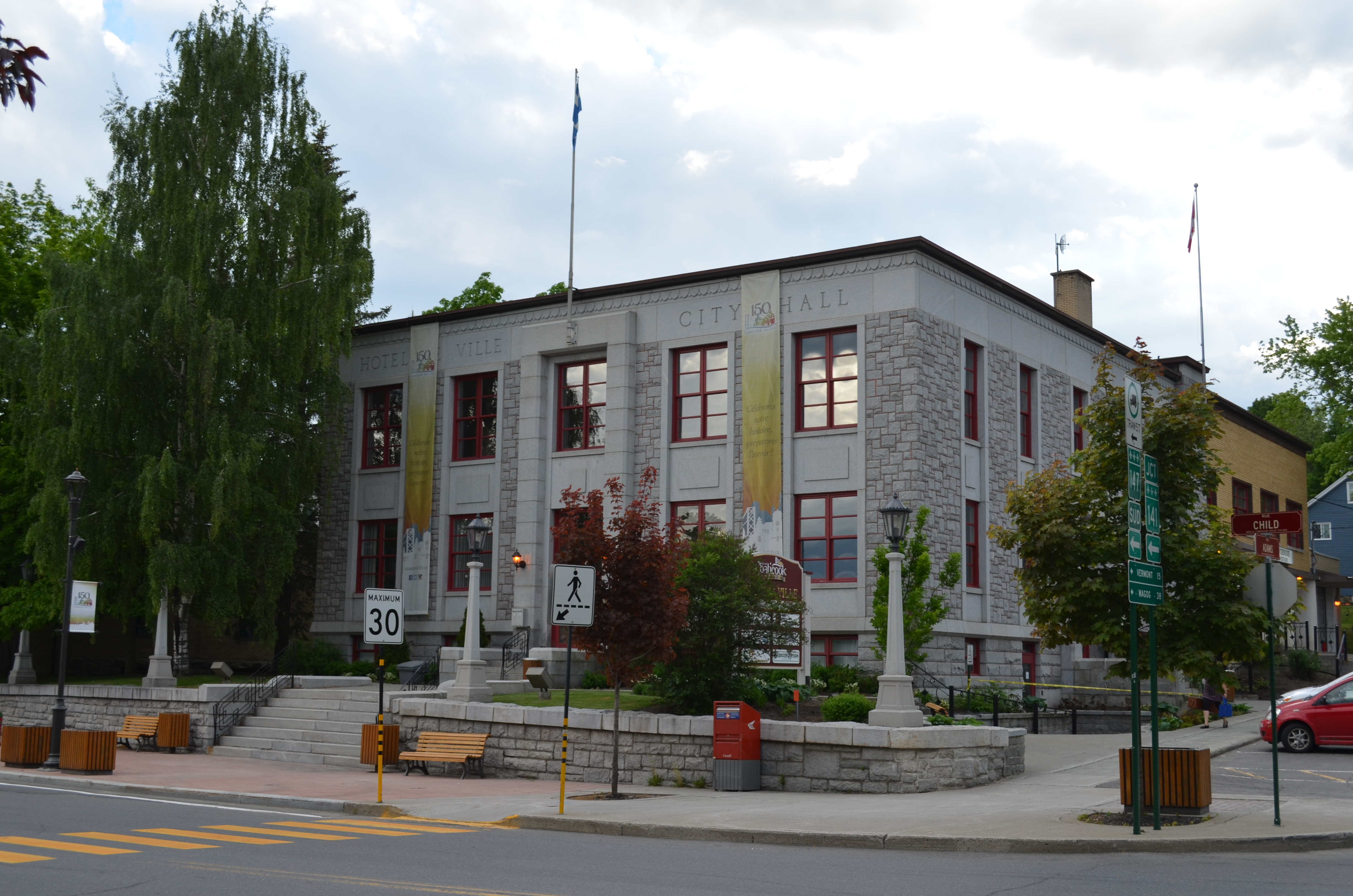
Hôtel de ville de Coaticook.
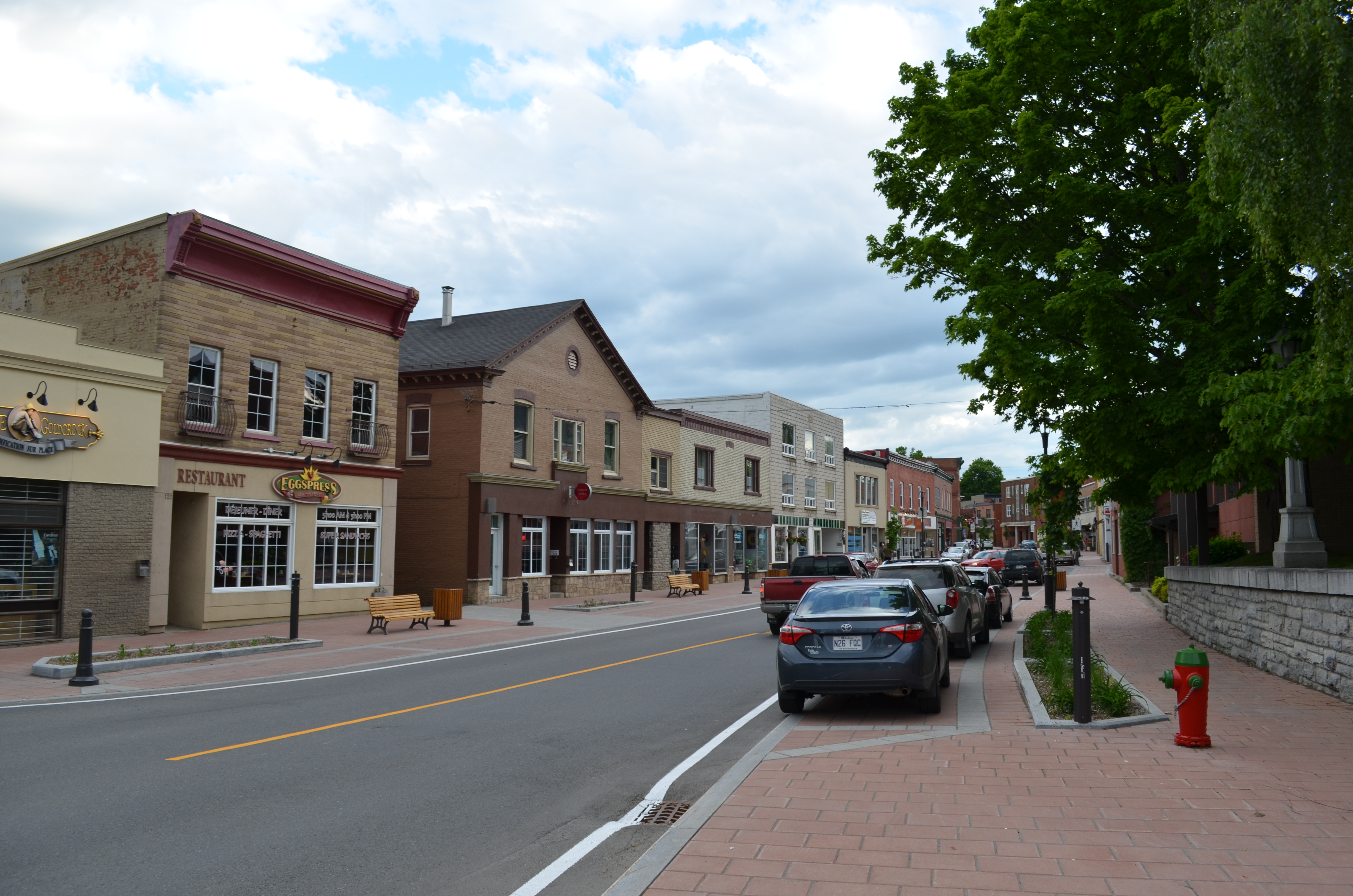
Rue Child en 2014, après d'importants travaux de revitalisation de celle-ci.
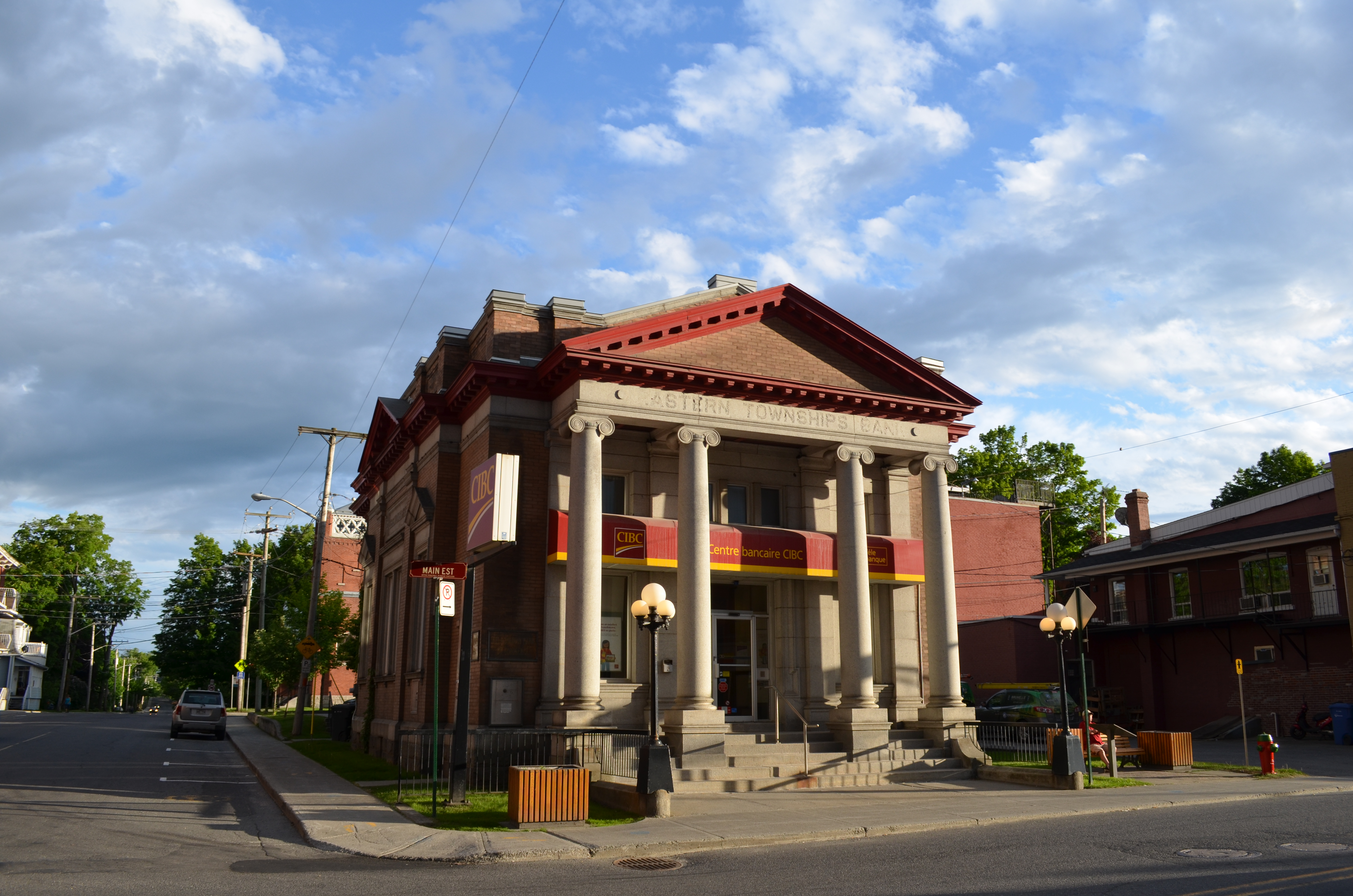
Ancienne Eastern Townships Bank, rue Main Est.
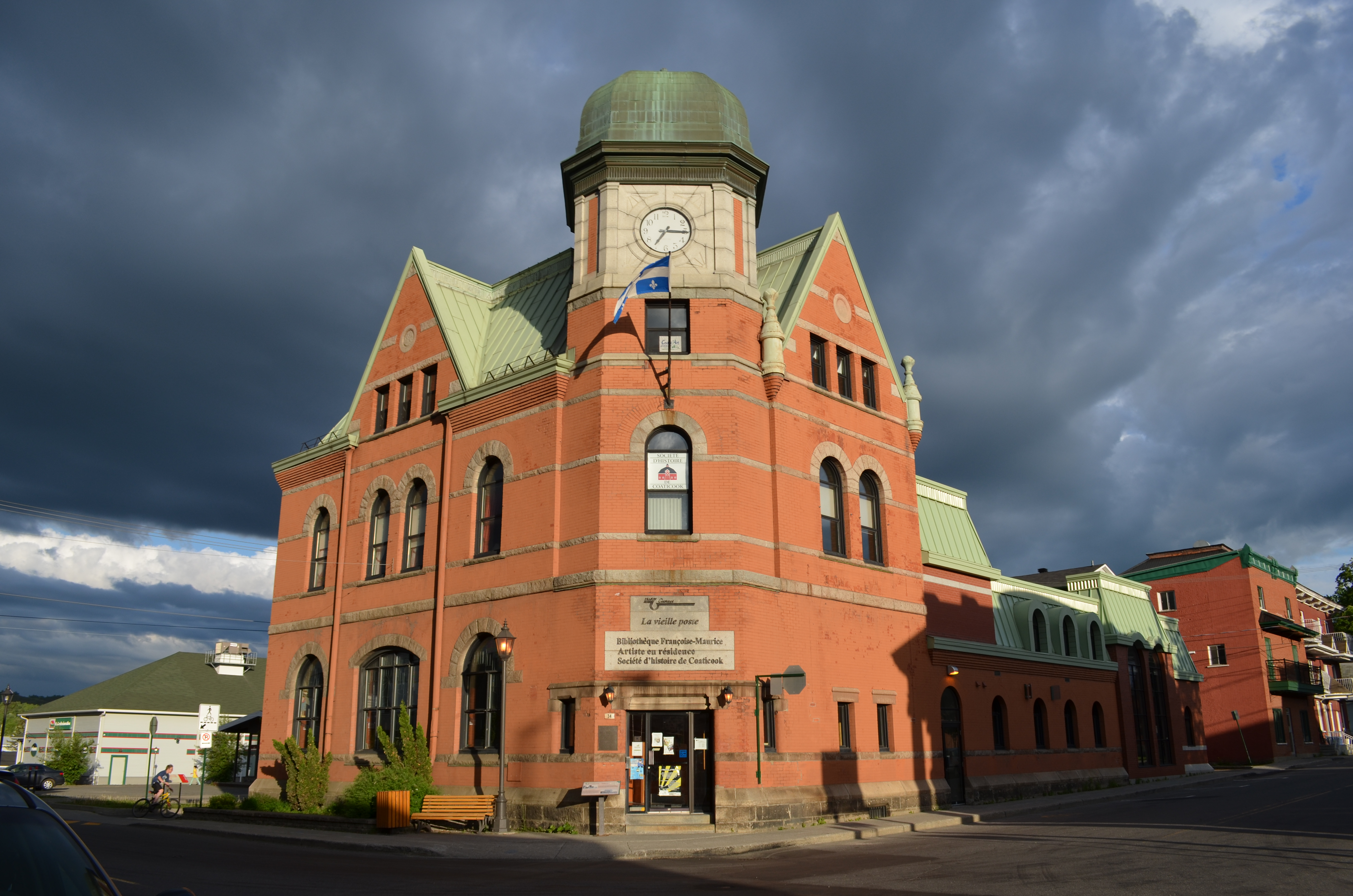
Édifice de la Vieille poste.
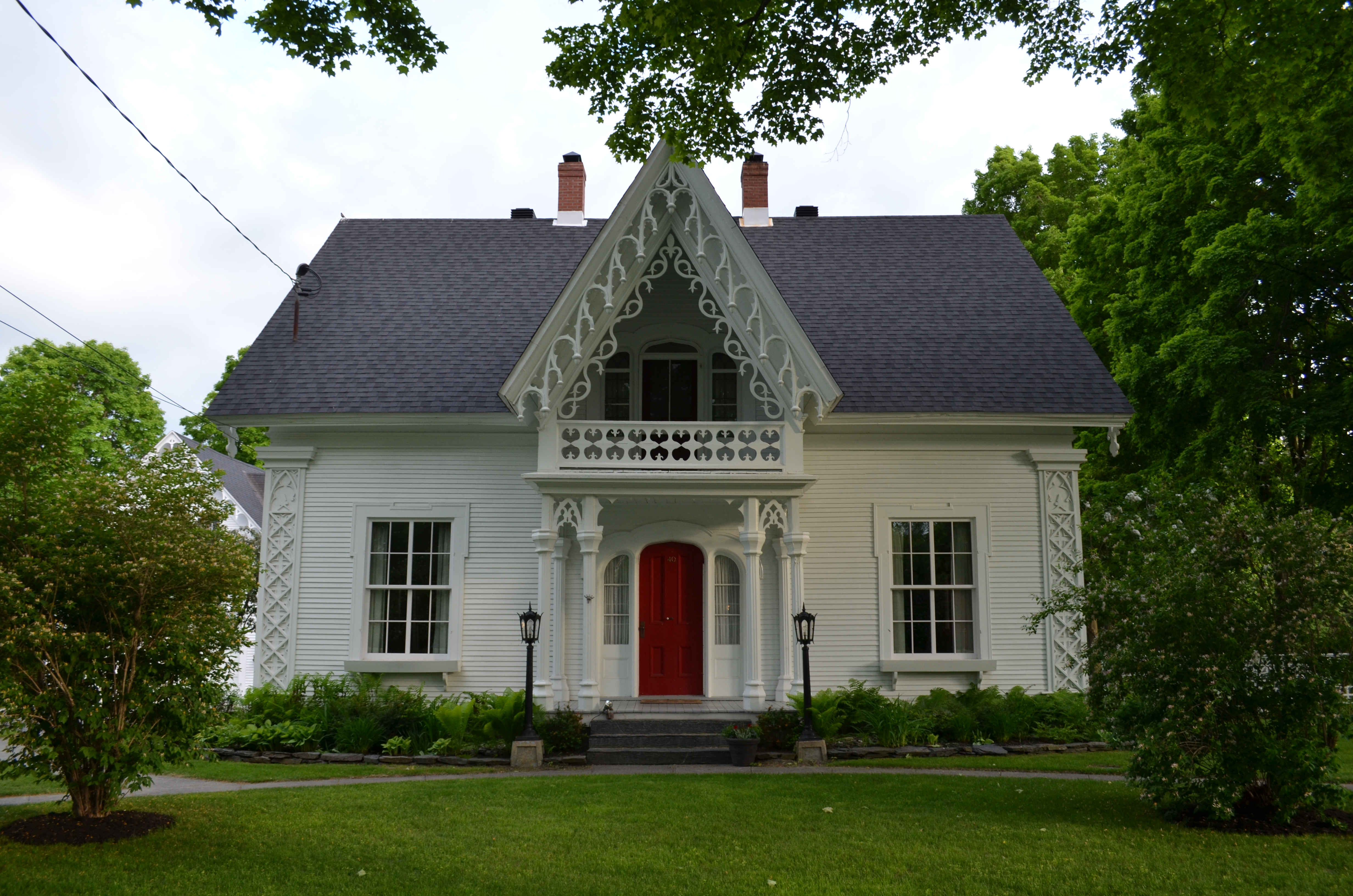
Maison Gérin, construite en 1851.
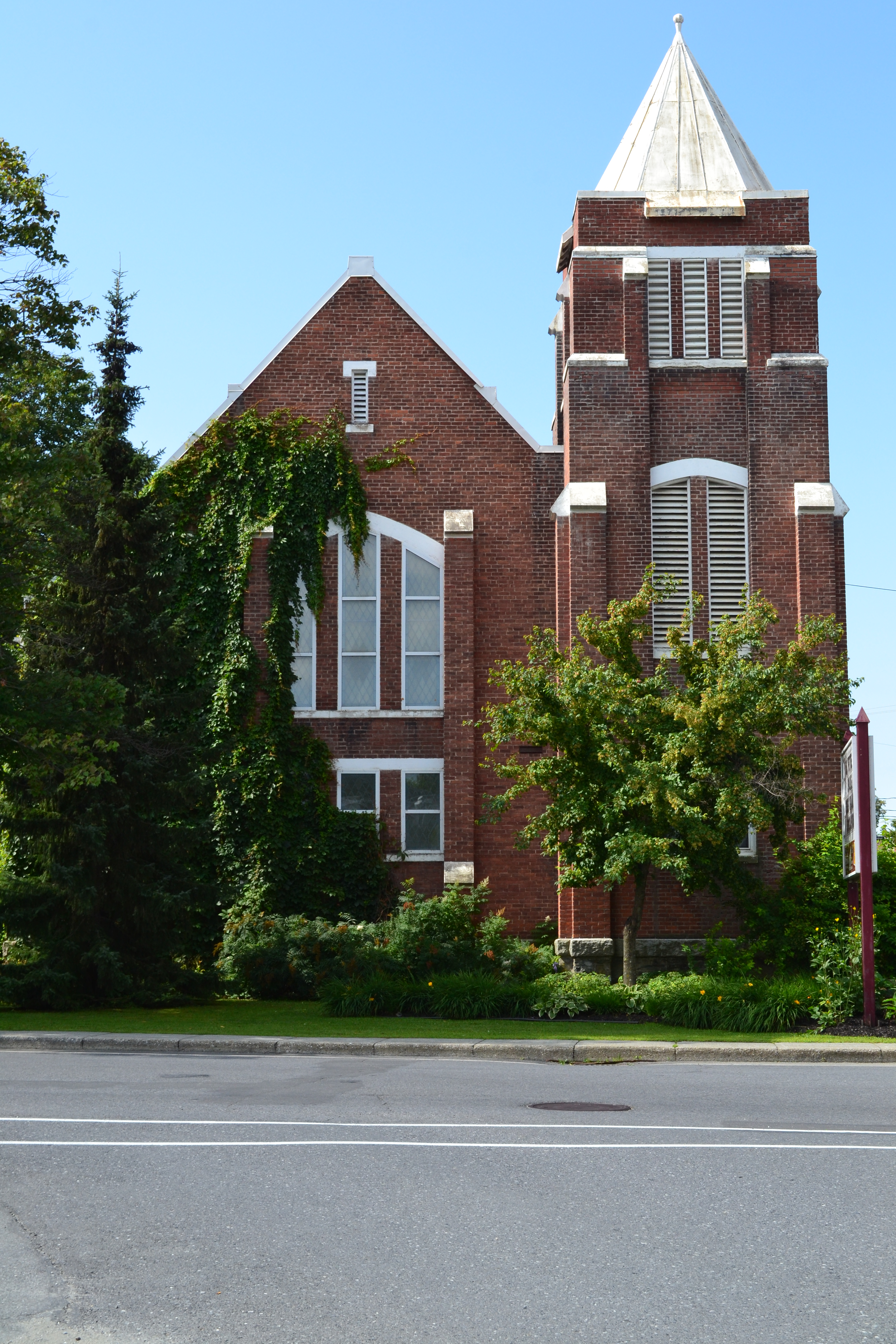
Église Sisco Memorial.
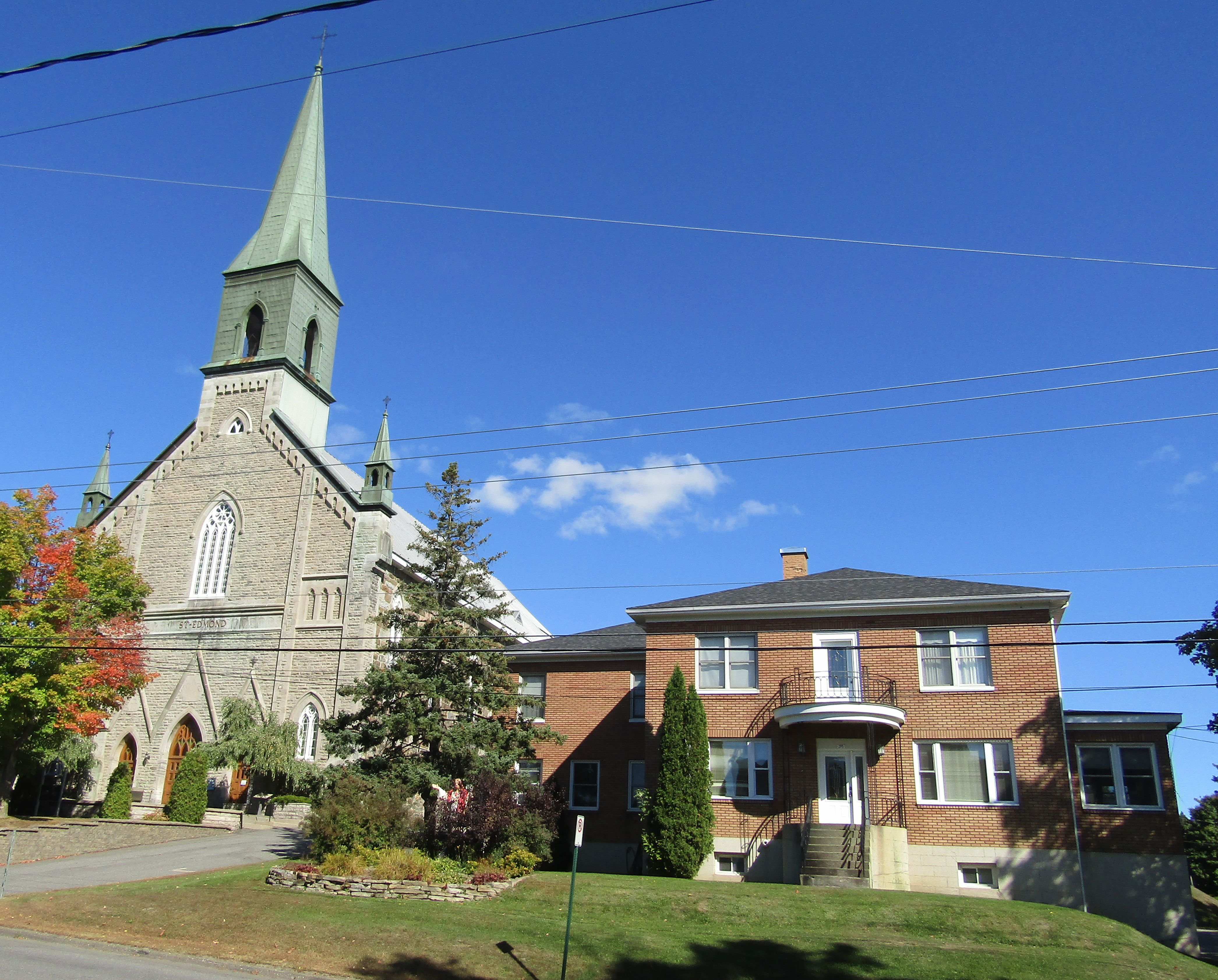
Site patrimonial de la Paroisse-de-Saint-Edmond aménagé à partir de 1868. Il est voisin du Collège Rivier (1870).